# Trio Glacier
El Trio Glacier es un glaciar corto en el lado este de la isla antártica occidental Alejandro I al oeste de la península antártica. Fluye entre el pico Khufu y el monte Ariel hasta el glaciar Urano, que llega al sur del Fossil Bluff.
El Comité de Nombres de Lugares Antárticos del Reino Unido lo nombró en 2005 después de que los tres científicos Cliff Pearce, John P. Smith y Brian Taylor, que trabajaron de 1961 a 1962 en la Encuesta de Dependencias de Falkland Islands en Fossil Bluff y fueron los primeros en hibernar allí.